# Rejectaria
Rejectaria là một chi bướm đêm thuộc họ Erebidae. Nó có một loài duy nhất, Rejectaria albisinuata, có ở đông nam Arizona,